# Bob-Weltmeisterschaft 1937
Die 6. Bob-Weltmeisterschaft wurde am 30. und 31. Januar 1937 im Zweierbob auf der Natureisbahn im italienischen Wintersportort Cortina d’Ampezzo und am 14. und 15. Februar 1937 im Viererbob auf der Olympia-Eisbahn im schweizerischen St. Moritz ausgetragen.

## Zweierbob
Erstmals fanden Bob-Weltmeisterschaften auf der Natureisbahn im italienischen Wintersportort Cortina d’Ampezzo statt. Gemeldet waren 14 Bobs, von denen letztlich nur neun Bobs aus Italien, der Schweiz, der Tschechoslowakei, Deutschland, Luxemburg, Österreich und Großbritannien an den Start gingen. Die Vereinigten Staaten, deren Bobs bei den Olympischen Spielen 1936 im Zweierbob immerhin Gold und Bronze gewonnen hatten, fehlten in Cortina. Schon im Probedurchgang kam es zu einem Unfall, als der Bob Italien I über die Böschung geriet und zu Bruch ging. Mit einem alten Ersatzbob, konnte das Team Vitali/Solveri aus dem Gastgeberland dennoch den Wettbewerb aufnehmen. Durch Riemenbruch blieb Titelverteidiger Reto Capadrutt, der bei den Olympischen Spielen 1936 zudem Silber gewonnen hatte, bereits im ersten Lauf eine bessere Zeit versagt, so dass er da bereits wertvolle Sekunden verlor. Der Bob Deutschland II wurde nach dem ersten Lauf disqualifiziert, da Pilot Brüne alleine ohne Bremser ins Ziel kam. Nach dem ersten Wettkampftag lag der gebürtige Australier Frederick McEvoy an der Spitze. Der für Großbritannien startende charismatische Rennfahrer und Playboy hatte 1936 im Viererbob immerhin die olympische Bronzemedaille gewonnen. Mit weniger als einer Sekunde Rückstand lagen die Gebrüder Gilarduzzi aus dem Gastgeberland noch aussichtsreich im Titelrennen. Auf dem Bronzeplatz lag bis dahin das tschechoslowakische Duo Therns/Böckl, allerdings nur mit dem hauchdünnen Vorsprung von zwei Hundertsteln vor Titelverteidiger Capadrutt.
Am zweiten Wettkampftag reduzierte sich das Feld durch den Sturz von Bob Italien I und die Aufgabe des Bobs aus Österreich nochmals, so dass nur noch sechs Bobs in die Wertung eingingen. Letztlich entschied sich das Titelrennen bereits im dritten Lauf. Während McEvoy erneut Laufbestzeit fuhr, verloren die Brüder Gilarduzzi erneut über vier Zehntel auf den Briten. Der Rückstand vergrößerte sich im letzten Lauf noch auf knapp anderthalb Sekunden, so dass Mc Evoy recht souverän seinen ersten Weltmeistertitel feiern konnte. Im Kampf um Bronze blieb es allerdings bis zum letzten Lauf spannend, wobei es nach dem dritten lauf schien, dass Reto Capadrutt keine Medaille gewinnen würde. Von zwei Hundertstel war sein Rückstand auf die Tschechoslowaken auf fast eine Sekunde angewachsen. Etwas mehr als eine Sekunde machte Capadrutt aber im letzten Lauf wett, so dass er letztlich mit 23 Hundertstel Vorsprung noch die Bronzemedaille erringen konnte.
Irrtümlich wird in vielen Medien berichtet das Uberto und Antonio Gillarduzzi die Silbermedaille gewannen, jedoch starteten in diesem Wettbewerb ihre Brüder Guido und Sisto.
| Platz | Land   | Sportler                            | 1. Lauf | 2. Lauf | 3. Lauf | 4. Lauf | Gesamt  |
| ----- | ------ | ----------------------------------- | ------- | ------- | ------- | ------- | ------- |
| 1     | GBR    | Frederick McEvoy Byran Black        | 1:31,39 | 1:32,61 | 1:31,78 | 1:33,75 | 6:09,53 |
| 2     | ITA II | Guido Gillarduzzi Sisto Gillarduzzi | 1:32,14 | 1:32,65 | 1:32,21 | 1:33,97 | 6:10,97 |
| 3     | SUI    | Reto Capadrutt Hans Aichele         | 1:34,57 | 1:34,83 | 1:34,07 | 1:34,90 | 6:18,30 |
| 4     | TCH    | Therns Böckl                        | 1:35,21 | 1:34,17 | 1:33,11 | 1:36,03 | 6:18,53 |
| 5     | LUX    | Henri Koch Küffer                   | 1:35,10 | 1:35,60 | 1:34,38 | 1:35,20 | 6:20,28 |
| 6     | GER I  | Schäfer Lippert                     | 1:37,49 | 1:37,57 | 1:32,99 | 1:32,71 | 6:20,76 |

## Viererbob
Zur Konkurrenz im großen Schlitten hatten 12 Bobs aus Deutschland, Frankreich, Italien, der Schweiz, Großbritannien, Belgien und den Vereinigten Staaten gemeldet. Olympiasieger Pierre Musy aus der Schweiz konnte wegen Verpflichtungen in der Landesverteidigung nicht an der WM teilnehmen, Titelverteidiger Hanns Kilian aus Deutschland konnte wegen eines Startverbots nicht teilnehmen, weil er sich mit dem Reichssportführer Hans von Tschammer und Osten überworfen hatte. Zu den Favoriten zählten im Vorfeld Reto Capadrutt aus der Schweiz, Silbermedaillengewinner bei den Olympischen Spielen und der frisch gekürte Weltmeister im Zweierbob, Frederick McEvoy aus Großbritannien. Nach dem ersten Wettkampftag hatten die Zuschauer auf der nach Fachmeinung hervorragend präparierten Natureisbahn einen enorm spannenden Wettbewerb gesehen, der noch keinen klaren Titelaspiranten hervorgebracht hatte. Zwischen Platz eins und fünf lagen gerade einmal 1,1 Sekunden und selbst der letztplatzierte Bob hatte nur 5,3 Sekunden Rückstand auf den führenden Briten McEvoy. Dieser hatte die Konkurrenz gleich im ersten Lauf mit neuem Bahnrekord geschockt, konnte sich aber vom deutschen Bob mit Pilot Gerhard Fischer nicht entscheidend absetzen. Auf dem Bronzerang lag nur eine Zehntel hinter Fischer der amerikanische Bob von Pilot Donald Fox, gefolgt von den zeitgleichen Bobs USA II und Belgien I, die auch nur 4 Zehntel Rückstand auf Bronze hatten. Reto Capadrutt lag auf Grund eines Missgeschicks vorerst nur an sechster Stelle. Bereits im ersten Lauf war Anschieber Fritz Feierabend beim Start ausgerutscht und hatte Hintermann Arnold Gartmann am einsteigen behindert. Dadurch gingen bereits wertvolle Zehntel verloren.
Auch am zweiten Wettkampftag blieb der Wettkampf spannend, wenngleich sich Spitzenreiter McEvoy letztlich mit über einer Sekunde Vorsprung als Doppelweltmeister feiern lassen kann. Allerdings sah es nach dem dritten Lauf noch so aus, dass die Konkurrenz nochmals Gold angreifen könnte. Bob USA I fuhr zusammen mit Capadrutt Laufbestzeit und die Crew von Donald Fox schob sich bis auf vier Zehntel an den Briten heran. Durch die nur fünftbeste Fahrtzeit des deutschen Bobs von Gerhard Fischer lag dieser nun zeitgleich mit Bob USA II nur noch auf dem Bronzerang mit sieben Zehnteln Rückstand auf Bob USA I. Capadrutt, durch Laufbestzeit mittlerweile an die vierte Stelle gerückt, konnte sich mit sechs Zehnteln Rückstand auf Bronze auch noch Hoffnung auf eine Medaille machen. Dass diese Hoffnung nicht unbegründet war, zeigte der Schweizer erneut durch Laufbestzeit im letzten Lauf. Knapp dahinter lagen McEvoy und Fischer, die sich dadurch Gold und Silber sicherten. Den schon sicher geglaubten Silberrang verspielte der Bob USA I durch die nur sechstbeste Zeit. Allerdings reichte diese Zeit noch für Bronze, mit einer Zehntel Vorsprung vor dem immer stärker werdenden Capadrutt, der letztendlich den undankbaren vierten Platz belegte. Ebenfalls eine Zehntel dahinter fand sich der Bob USA II auf Platz fünf ein, die Crew von Jack Heaton hatte mit der fünftbesten Zeit ihre Medaillenambitionen verspielt. Letztlich lagen zwischen Platz eins und fünf nur 1,7 Sekunden, einen knapperen Endstand hatte es bis dahin noch bei keiner WM gegeben. Außerdem hatten die amerikanischen Bobs nach Olympia 1936 nun auch erstmals mit Bronze im Viererbob bei Bob-Weltmeisterschaften als erste außereuropäische Nation eine Medaille gewonnen.
| Platz | Land   | Sportler                                                     | 1. Lauf | 2. Lauf | 1. Tag | 3. Lauf | 4. Lauf | Gesamt |
| ----- | ------ | ------------------------------------------------------------ | ------- | ------- | ------ | ------- | ------- | ------ |
| 1     | GBR I  | Frederick McEvoy David Looker Charles Green Byran Black      | 1:16,6  | 1:16,8  | 2:33,4 | 1:17,7  | 1:17,4  | 5:08,5 |
| 2     | GER I  | Gerhard Fischer Lohfeld H. Fischer Rolf Thielecke            | 1:17,0  | 1:17,0  | 2:34,0 | 1:18,2  | 1:17,5  | 5:09,7 |
| 3     | USA I  | Donald Fox Clifford Gray William Dupree James Bickford       | 1:17,4  | 1:16,7  | 2:34,1 | 1:17,4  | 1:18,5  | 5:10,0 |
| 4     | SUI I  | Reto Capadrutt Hans Aichele Fritz Feierabend Arnold Gartmann | 1:17,8  | 1:17,6  | 2:35,4 | 1:17,4  | 1:17,3  | 5:10,1 |
| 5     | USA II | Jack Heaton ?                                                | 1:17,0  | 1:17,5  | 2:34,5 | 1:17,7  | 1:18,0  | 5:10,2 |
| 6     | BEL I  | René Lunden ?                                                | 1:17,1  | 1:17,4  | 2:34,5 | 1:18,6  | 1:18,4  | 5:11,5 |
| 7     | FRA I  | Louis Balsan ?                                               | 1:17,8  | 1:19,1  | 2:35,6 | 1:18,2  | 1:18,7  | 5:12,5 |
| 8     | GER II | Brüne ?                                                      |         |         | 2:36,5 | 1:18,5  | 1:18,8  | 5:13,8 |
| 9     | GBR II | Lervill ?                                                    |         |         | 2:36,2 | 1:19,4  | 1:18,9  | 5:14,4 |
| 10    | ITA I  | Alberto Della Beffa ?                                        |         |         | 2:37,3 | 1:18,8  | 1:19,5  | 5:15,6 |
| 11    | BEL II | Max Houben ?                                                 |         |         | 2:36,1 | 1:20,0  | 1:21,0  | 5:17,1 |
| 12    | SUI II | René Fer Antenen Brossard Fahrni                             | 1:19,7  | 1:19,0  | 2:38,7 | 1:19,4  | 1:19,3  | 5:17,4 |

## Medaillenspiegel
| Platz | Land                   | Gold | Silber | Bronze | Gesamt |
| ----- | ---------------------- | ---- | ------ | ------ | ------ |
| 1     | Vereinigtes Königreich | 2    | 0      | 0      | 2      |
| 2     | Königreich Italien     | 0    | 1      | 0      | 1      |
| 2     | Deutsches Reich        | 0    | 1      | 0      | 1      |
| 4     | Schweiz                | 0    | 0      | 1      | 1      |
| 4     | Vereinigte Staaten     | 0    | 0      | 1      | 1      |